# ولاية أريانة
ولاية أريانة هي إحدى ولايات الجمهورية التونسية الأربع والعشرين، وتكوّن مع ولايات تونس، بن عروس ومنوبة إقليم تونس الكبرى. صدر مرسوم إحداث الولاية في مارس 1983. تقع هذه الولاية في شمال البلاد ويحدّها شرقا البحر الأبيض المتوسط، جنوبا ولاية تونس، غربا ولاية منوبة وشمالا ولاية بنزرت. يبلغ عدد سكانها 576.088 نسمة (تعداد 2014) وتبلغ مساحتها 482 كيلومتر مربع. يقع مقر الولاية بمدينة أريانة.

## التاريخ
تأسست ولاية أريانة في مارس 1983 حول مدينة أريانة، وتضم سبعة معتمديات، سبعة بلديات، و 42 عمادة.

## الجغرافيا
تقع ولاية أريانة في الشمال الشرقي للجمهورية التونسية، تحدها كل من ولايات تونس، بنزرت ومنوبة والبحر الأبيض المتوسط شرقا.

## التوزع الديمغرافي
| المعتمدية                      | عدد السكان (2004) |
| ------------------------------ | ----------------- |
| أريانة                         | 114,600           |
| حي التضامن                     | 196,000           |
| قلعة الأندلس                   | 23٬045            |
| سكرة                           | 89٬151            |
| المنيهلة                       | 53٬752            |
| رواد                           | 60٬896            |
| سيدي ثابت                      | 19٬404            |
| المصدر : المعهد الوطني للإحصاء |                   |

## النشاط الاقتصادي
يمثل النشاط الصناعي أهم مجال اقتصادي للولاية وخصوصا صناعة الأقمشة والملبس والتغذية. يمثل النشاط الصناعي 50% من النشاط الاقتصادي. تعتبر الزراعة نشاطا اقتصاديا مهما أيضا. من أهم المنتوجات الزراعية نجد :
- اللحوم : 4608 طن
- الحليب : 46300 طن
- القمح : 27771 طن
- الأشجار : 19430 طن

## توأمة
- مدينة سلا ( المغرب)
- مدينة غراس ( فرنسا)